# Друцкой-Соколинский, Владимир Андреевич
Князь Влади́мир Андре́евич Друцко́й-Соколи́нский (1880—1943) — последний минский губернатор. Происходил из княжеского рода.

## Биография
Старший сын владельцев имения Оптушка в Орловской губернии — директора эмеритального отделения Военного министерства князя Андрея Владимировича Друцкого-Соколинского (1839—1906) и Марии Протасовой (1857—1956). Младший брат Никита (1892—1921) — унтер-офицер, участник Белого движения в составе ВСЮР; расстрелян большевиками в 1921 году.
В 1901 году окончил Императорское училище правоведения IX классом и поступил на службу в МВД.
В 1905 году был назначен правителем канцелярии Петроковского губернатора, а в 1907 — переведён непременным членом Губернского по земским и городским делам присутствия в Костромскую губернию. В 1913 году занимался организацией костромских торжеств в честь 300-летия царствования дома Романовых.
В 1914 году был назначен Могилёвским вице-губернатором, а в августе 1916 — переведён в Минск, став самым молодым губернатором империи. Дослужился до чина действительного статского советника, имел придворное звание камергера.
Во время Гражданской войны короткое время служил в гражданской администрации ВСЮР. В мае 1920 вместе с семьёй эвакуировался с Юга России.
В эмиграции в Италии, жил в Риме. Скончался в 1943 году. Похоронен на кладбище Тестаччо.

## Семья
Был женат дважды.
Первый брак — княжна Александра Александровна Львова (1883 — ?), брак 1904—1905 гг., детей не было.
Второй брак — Лидия Андреевна Ширкевич (1887—1972). Дети:
- Тамара (1912—1996), была замужем за Джузеппе Такки.
- Андрей (род. 1919, Екатеринодар), живёт в Бельгии. Женат, имеет троих детей[3]. Состоял старостой Церкви Святого Иова Многострадального в Брюсселе[4].

## Личная жизнь
Был любителем охоты:

Пользуясь отпусками и командировками в самые отдалённые уезды губернии, он смог познакомиться с суровой, дикой красотой северного края. Отец был страстный охотник и отлучался иногда на несколько дней, сопровождаемый «своим человеком» Михаилом, тоже отчаянным охотником, и своим старым пойнтером Цезарем, а подчас и один в дебри девственных лесов Варнавинского, Ветлужского и других уездов губернии.

## Сочинения
- На службе Отечеству: Записки русского губернатора, 1914—1918. — Орёл, 1994. — Переиздание: М.: «Русский путь», 2010.